# Paraphiloscia gracilis
Paraphiloscia gracilis är en kräftdjursart som först beskrevs av Gustav Budde-Lund 1879.  Paraphiloscia gracilis ingår i släktet Paraphiloscia och familjen Philosciidae. Inga underarter finns listade i Catalogue of Life.